# Наропна
Наропна (пол. Naropna) — село в Польщі, у гміні Желехлінек Томашовського повіту Лодзинського воєводства.
Населення — 99 осіб (2011).
У 1975—1998 роках село належало до Пйотрковського воєводства.

## Демографія
Демографічна структура станом на 31 березня 2011 року:
|          | Загалом | Допрацездатний вік | Працездатний вік | Постпрацездатний вік |
| -------- | ------- | ------------------ | ---------------- | -------------------- |
| Чоловіки | 44      | 8                  | 28               | 8                    |
| Жінки    | 55      | 11                 | 22               | 22                   |
| Разом    | 99      | 19                 | 50               | 30                   |